# Maria Antonietta Torriani
Maria Antonietta Torriani más conocida por el pseudónimo Marchesa Colombi  (Novara, 1 de junio de 1840-Turín, 1920) fue una escritora italiana, muy popular en su momento por sus novelas y por sus colaboraciones en la prensa, especialmente en el Corriere della Sera, donde difundió sus ideas feministas. Defendió un nuevo modelo educativo femenino en el Liceo Agressi de Milán. Con sus contactos e influencia, Marchesa Colombi sentó las bases de movimiento feminista milanés.

## Biografía
Huérfana de madre y padre, estudió magisterio y se dedicó a la pintura y la escritura. Colaboró en distintos periódicos. Tuvo amistad con la socióloga Anna Maria Mozzoni, mujer de ideas avanzadas. En la década de 1860 conoció al periodista Eugenio Torelli Viollier, quien dirigía el periódico L'illustrazione universale, muy leído en su momento, donde también se publicaban cuentos y novelas breves. Se casaron en 1875, un año antes de que Viollier fundara el Corriere della Sera. Maria Antonietta Torriani adoptó entonces el pseudónimo Marchesa Colombi, procedente de un personaje de la comedia La satira e Parini de Paolo Ferrari. En 1886 se separó de Torelli Viollier, tras un tempestuoso matrimonio.

## Obra
Marchesa Colombi escribió una abundante obra: novelas sociales, literatura infantil, obras morales y cuentos. En su momento mereció el interés de Benedetto Croce, pero posteriormente pasó un largo periodo de olvido de su obra hasta que en 1973 fue redescubierta por Natalia Ginzburg e Italo Calvino, quienes alabaron su novela Un matrimonio in provincia. A partir de entonces, se reeditaron sus libros y la crítica volvió a tener en consideración a la autora.
También escribió dos obras teatrales: una (La creola) en colaboración con su marido Eugenio Torelli Violler, y otra titulada Il violino di Cremona.

## Adaptación televisiva
En 1980 la RAI emitió una adaptación en dos capítulos de su novela Un matrimonio in provincia. El director de la versión fue Gianni Bongioanni y, entre otros actores, participaron Erica Beltrami, Laura Betti, Achille Della Seta, Loredana Martínez y Francesco Salvi.